# Kyle Eastwood
Kyle Eastwood (Los Angeles, 19 de maio de 1968) é um músico e cantor de jazz estadunidense. Estudou cinema por quatro anos na Universidade do Sul da Califórnia, antes de iniciar a carreira musical. Lançou seu primeiro álbum solo, "From There to Here", no ano de 1998. Seu álbum mais recente, "Cinematic", foi lançado em 23 de outubro de 2019. É filho do cineasta e ator Clint Eastwood.